# Гибелта на пилота
„Гибелта на пилота“ е български телевизионен игрален филм (късометражен, новела, драма) от 1974 година на режисьорката Магда Каменова и сценаристката Елена Сотирова. Оператор е Магда Каменова. Музикален оформител е Невена Димитрова.
Филмът е по едноименния разказ „Гибелта на пилота“ от сборника „Чистые пруды“ на съветския писател Юрий Нагибин.

## Актьорски състав
| Роля                    | Изпълнител       |
| ----------------------- | ---------------- |
| пилотът Владимир Шворин | Григор Вачков    |
| писателят Максимов      | Иван Андонов     |
| Нина Карамышева         | Лили Енева       |
| съученикът              | Дамян Антонов    |
| милиционерът            | Георги Велчовски |